# Paecilaemana reimoseri
Paecilaemana reimoseri is een hooiwagen uit de familie Cosmetidae. Het werd een junior subjectief synoniem van Poecilaemula signata (Banks, 1909)  in Medrano, Kury, Martins, & Proud, 2024. Na 2023 de geldige combinatie is Poecilaemula signata (Banks, 1909).